# جان لری کلی
 جان لری کلی (انگلیسی: John Larry Kelly, Jr.؛ زاده ۱۹۲۳ درگذشته ۱۹۶۵) یک فیزیک‌دان آه ایالات متحده آمریکا بود.